# Enrico Baj
Enrico Baj (Milaan, 31 oktober 1924 - Vergiate, 16 juni 2003) was een Italiaanse kunstschilder, graficus, beeldhouwer, maker van assemblages en collages met gemengde technieken, auteur en journalist. Hij was bovendien een anarchist, die sterk was gericht op individuele vrijheid (libertair) en patafysicus.
Hij debuteerde met schilderijen in een non-figuratieve stijl, maar richtte zich in de jaren zestig steeds meer op de assemblagekunst. Het meest bekend zijn zijn ironische collages, waarin generaals, historische figuren en opgedirkte dames zijn afgebeeld.
Als auteur trad hij op als promotor van de avant-garde. Hij leunde dicht aan bij het dadaïsme en het surrealisme.  Hij is gekend als medeoprichter van de Movimento Arte Nucleare, de Italiaanse tegenhanger van Cobra. 

## Biografie
Baj was afkomstig uit een welgestelde familie in Milaan.  Al op jonge leeftijd vertoonde hij rebelse trekken, onder andere door de spot te drijven met de fascisten. In 1944 vluchtte hij voor korte tijd naar Genève om de verplichte dienstplicht in het leger van Mussolini te ontlopen. Na de oorlog volgde hij gelijktijdig studies rechten aan de Universiteit van Milaan en een kunstopleiding aan de Brera-Academie in Milaan. Tot 1956 was hij, behalve kunstenaar, ook actief als advocaat.

##### Movimento Arte Nucleare
In 1951 richtte Baj samen met de kunstschilder Sergio Dangelo de  "Movimento Arte Nucleare" op. In tegenstelling tot abstracte kunst was deze beweging activistisch gericht. De nucleaire dreiging zorgde volgens hen voor een fundamentele wijziging van de samenleving en de kunst. Ze kwam tot stand in Milaan naar aanleiding van een tentoonstelling georganiseerd door Enrico Baj en Sergio Dangelo in de Galleria San Fedele met de symbolische titel Pittura Nucleare (nucleaire schilderkunst). De beweging werd officieel opgericht in februari 1952 in Brussel , met de publicatie van een manifest Il Manifesto tecnico della Pitture nucleare, ter gelegenheid van een tentoonstelling in de Galerij Apollo, waar Baj en Dangelo aan deelnamen. Op die  tentoonstelling in Brussel raakte Baj bevriend met Alechinsky met wie hij begon samen te werken. Via Alechinsky kwam hij in contact met de Deen Asger Jorn, waardoor een nauwe samenwerking met de leden van Cobra ontstond. Hij kwam er ook in contact met de Belgisch-Nederlandse kunstenaar Wout Hoeboer.  Op initiatief van Baj, Édouard Jaguer en Sergio Dangelo verscheen vanaf 1955 een tijdschrift van de Movimento Arte Nucleare met de titel Il Gesto.

##### Mouvement International pour un Bauhaus Imaginiste
Samen met Asger Jorn richtte Baj in 1953 de kunstbeweging 'Mouvement International pour un Bauhaus Imaginiste' op als reactie op de geometrische abstractie van Max Bills 'Hochschule für Gestaltung'. De groep kende vooral leden uit de vroegere Cobra-groep en uit de Movimento Arte Nucleare.

##### Keramiekbijeenkomsten van Albisola
In 1954 was Baj samen met Sergio Dangelo en Asger Jorn stichter van de Internationale Keramiekbijeenkomsten in Albisola, die meerdere edities kende. Het waren keramiek workshops die georganiseerd werden door hem zelf, Sergio Dangelo, en Jullio d’Albisola(Julio Mazzotti) waaraan bekende kunstenaars deelnamen. In dezelfde periode raakte hij bevriend met de Nederlandse schilder Guillaume Corneille, met wie hij enkele decennia later gezamenlijke werken maakte.

##### Contro lo Stile
In het manifest Contro lo stile ((Tegen de stijl') uit 1957 stelde Baj zich op tegen de "herhaling" als artistiek en commercieel fenomeen in de schilderkunst en strijdt hij voor het unieke karakter van elk kunstwerk, met het begrip "automatisme" uit het surrealisme als basisidee. Als reactie maakte hij zijn eigen fantasierijke bewerkingen van moderne schilders zoals Seurat, De Chirico en Picasso.

##### Marcel Duchamp
Enkele jaren later exposeerde Baj in de Gallery One in Londen, waarvoor E.L.T. Mesens de catalogus schreef. In New York kwam in contact met Marcel Duchamp, met wie hij zou gaan samenwerken, met onder andere een parodie op de Mona Lisa als resultaat en in 1962 met André Breton in Parijs die hem zou inspireren in zijn geschriften.

##### Collages
In de tweede helft van de jaren '50 begon Baj met collages in gemengde techniek, waarvan zijn serie over generaals in ceremonieel kostuum de meest bekende zijn. Ze waren overladen met versieringen, gemaakt van gevonden voorwerpen zoals riemen en medailles. Hij had een voorkeur voor uniformen, oude japonnen en wandtapijten en maakte naast zijn generaals vooral historische personages, modieuze dames en figuren uit de comedia dell'arte. De verscheidenheid aan materialen in zijn kunst was groot, zoals stukjes glas, strengen wol, matrasdoek en wijzerplaten van horloges.

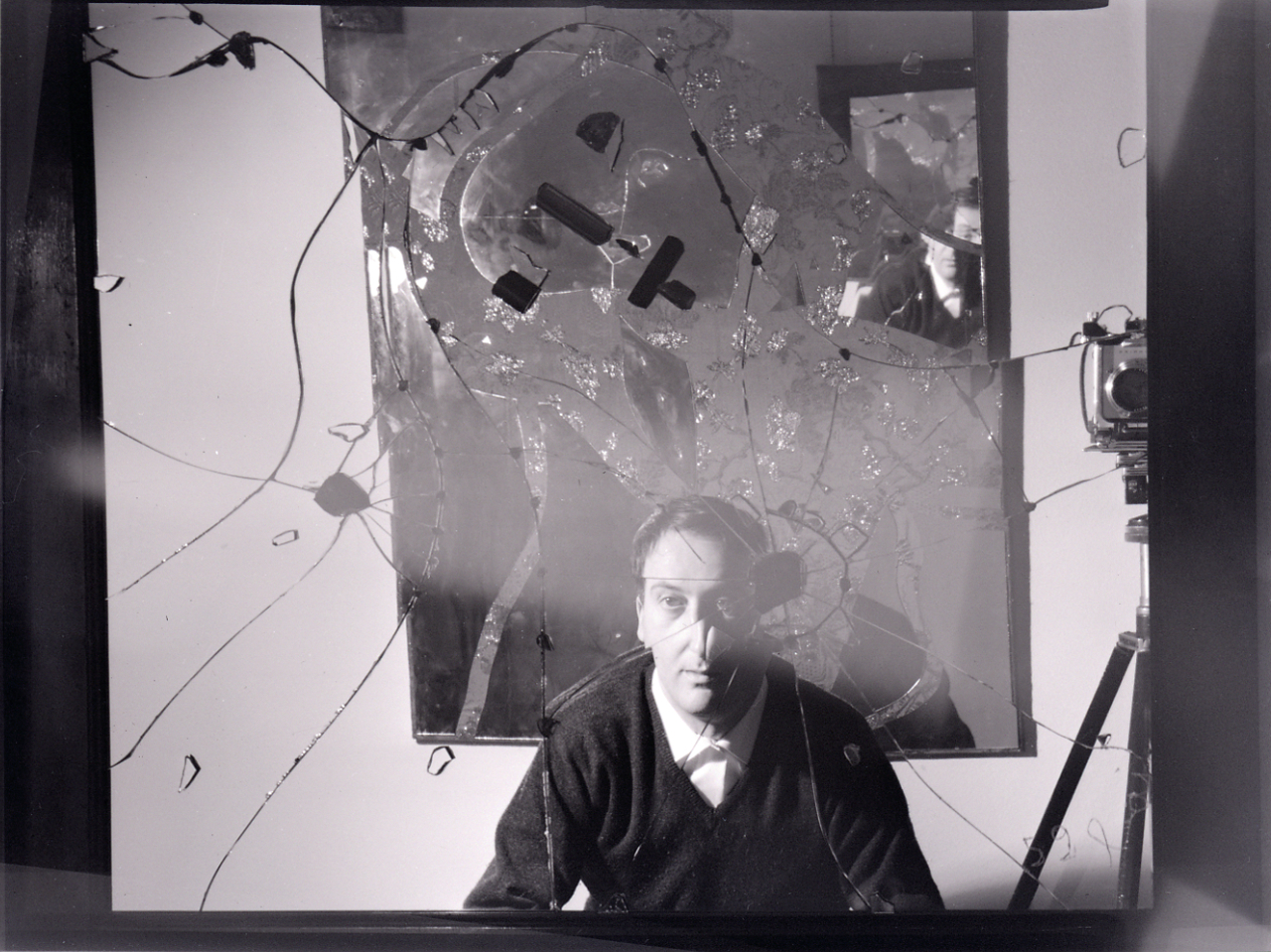
Enrico Baj (1967), fotografie door Paolo Monti.

##### Gecontesteerd fresco
In 1970 maakte Baj het gecontesteerde fresco de Begrafenis van de anarchist Pinelli,  geïnspireerd op Picasso's Guernica. Het werd lange tijd geweigerd op  tentoonstellingen.

##### Latere jaren
Baj maakte in 1989, ter gelegenheid van de herdenking van de Franse Revolutie de decorstukken voor de opera Le bleu-blanc-rouge et le noir. 
Met de schilder Régis Deparis maakte hij een reeks van vijfenveertig gezamenlijke schilderijen ("quatre mains") met de titel The Divided Self, gebaseerd op het werk van psychoanalyticus Ronald Laing. Die werden in 1993 geëxposeerd in Parijs.
In zijn laatste jaren maakte hij een serie schilderijen uit protest tegen de verkiezing van Silvio Berlusconi.

##### Anarchist
Baj heeft een grote bijdrage geleverd aan de anarchistische beweging. Een citaat van hem is: "Anarchisme is de beste springplank naar creatieve implosie".Hij schonk werken aan het Centre International de Recherches sur l'Anarchisme (CIRA) in Lausanne.  De verkoop van deze werken aan galerieën maakte de financiering van verschillende projecten mogelijk.
Enrico Baj was lid van het College voor Patafysica van Milaan, dat hij in 1963 met Man Ray had opgericht, en droeg de titel "Imperator Analogico".
Geld en glorie interesseerde hem niet. De vrijheid van de scheppende kracht en van de verbeelding en aansluiting vinden bij de tijdsgeest kwam voor hem op de eerste plaats.